# Lauri Kettunen (Sprachwissenschaftler)

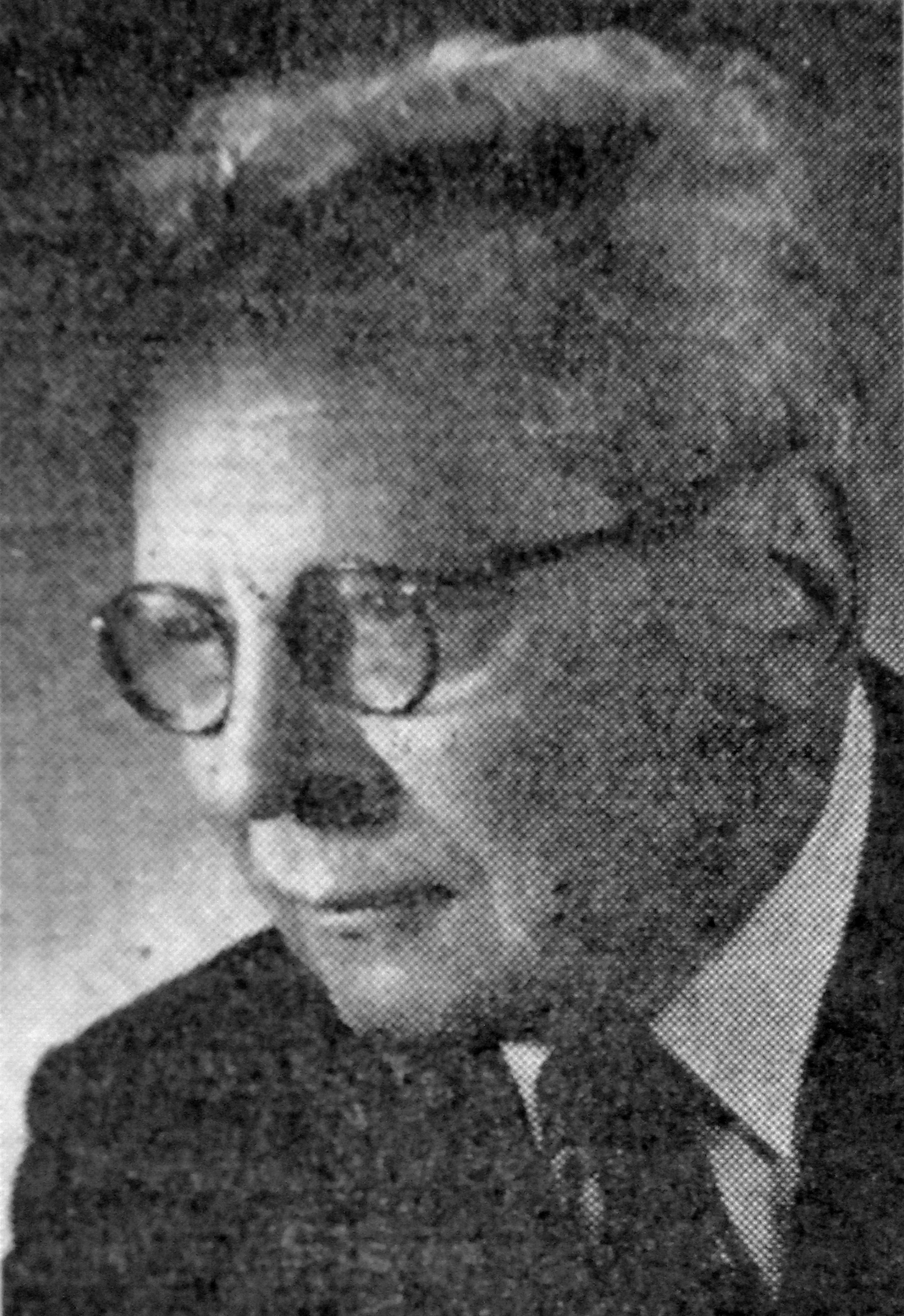
Lauri Kettunen

Lauri Kettunen (* 10. September 1885 in Joroinen; † 26. Februar 1963 in Helsinki) war ein finnischer Sprachwissenschaftler und Dialektologe.

## Leben
Kettunen machte 1905 in Kuopio sein Abitur und studierte anschließend an der Universität Helsinki Finnisch und die verwandten Sprachen. 1908 absolvierte er das Kandidatenexamen, 1912 wurde er Lizentiat und 1913 erlangte er den Doktortitel. Im folgenden Jahr erhielt er eine Dozentur für Finnisch an der Universität Helsinki.
Von 1919 bis 1925 hatte Kettunen die neugegründete Professur für Ostseefinnische Sprachen an der Universität Tartu inne. Als 1929 auch an der Universität Helsinki ein solcher Lehrstuhl gegründet wurde, erhielt Kettunen die Professur und blieb bis zu seiner Emeritierung 1953 an der Universität Helsinki.

## Forschungstätigkeit
Kettunen betrieb ausführliche Feldforschung und unternahm zahlreiche Forschungsreisen sowohl innerhalb von Finnland als auch zu den nah verwandten ostseefinnischen Völkern. Seine wichtigsten Arbeiten liegen im Bereich der finnischen Dialektforschung, wozu er eine ganze Reihe von Monografien veröffentlichte. Des Weiteren hat er zu fast allen kleineren ostseefinnischen Sprachen lautgeschichtliche und grammatische Untersuchungen vorgelegt, aber auch zum Estnischen. Nicht zuletzt durch seine langjährige Tätigkeit in Estland unterhielt er intensiven Kontakt zu seinem estnischen Kollegen Andrus Saareste, bei dessen Promotion er Opponent war.
Seine zahlreichen Reisen hat Kettunen in mehreren Büchern anschaulich beschrieben. Er verfasste außerdem Prosa, Gedichte und Schauspiele, die teilweise unter dem Pseudonym Toivo Hovi veröffentlicht wurden. Zudem übersetzte er den estnischen Dichter Bernard Kangro und verfasste selbst Gedichte auf Estnisch.

## Bibliografie (Auswahl)

### Sprachwissenschaftliche Monografien
- Lautgeschichtliche Darstellung über den Vokalismus des Kodaferschen Dialekts. Mit Berücksichtigung anderer estnischer Mundarten. Helsinki 1913 (MSFOu 34).
- Vatjan kielen äännehistoria. Helsinki 1915.
- Arvustavad märkused keeleuuendusnõuete puhul. Tallinn 1919.
- Näytteitä etelävepsästä I. Helsinki 1920 (Suomi IV, 18).
- Lauseliikmed eesti keeles. Tartu 1924.
- Näytteitä etelävepsästä II. Helsinki 1925 (Suomi V, 4).
- Untersuchung über die livische Sprache. I. Phonetische Einführung. Sprachproben. Tartu 1925.
- Lõunavepsa häälik-ajalugu. Tartu 1929.
- Suomen murteet I–III. Helsinki 1930–1940.
- Livisches Wörterbuch mit grammatischer Einleitung. Helsinki 1938.
- Vepsän murteiden lauseopillinen tutkimus. Helsinki 1943 (MSFOu 86).
- Hauptzüge der livischen Laut- und Formengeschichte. (= Vervollständigter Sonderabdruck aus der grammatischen Einleitung des Livischen Wörterbuchs). Helsinki 1947.
- Über die Wortfolge im Finnischen und Urfinnischen. Helsinki 1953.
- Etymologische Untersuchung über estnische Ortsnamen. Helsinki 1955 (AASF B 90,1).
- Die Herkunft des Terminativs, Genitivs, Instruktivs und Komitativs. Helsinki 1956 (AASF B 98,2).
- Suomen lähisukukielten luonteenomaiset piirteet. Helsinki 1960 (MSFOu 119).
- Eestin kielen äännehistoria. Helsinki 1962.

### Erinnerungen, Reiseberichte und Literarisches
- Tieteen matkamiehenä. Kaksitoista ensimmäistä retkeä 1907–1918. Porvoo, Helsinki 1945.
- Tieteen matkamiehen uusia elämyksiä. Murrosvuodet 1918–1924. Porvoo, Helsinki 1948.
- Matkapakinoita ja muita muistelmia. 1925–1960. Helsinki 1960.
- (als Toivo Hovi) Suutari Vilhunen. 3-näytöksinen hupaelma. Jyväskylä 1950.
- (als Toivo Hovi) Mäjn kun Mähösen viinat. Savolaisia runosäkeitä. Jyväskylä 1950.
- Südame sillad. Helsinki 1960.
- Kahdeksan matkaa Vermlannin metsäsuomalaisiin (1907–1937). Helsinki 1960.
- (als Toivo Hovi) Nuoren Uki-Jysyn oloa ja elämää. Muita kertoelmia menneiltä ajoilta. Helsinki 1962.
- (als Toivo Hovi) Lalli Lallonpoika. Pakanuuden ja kristinuskon murroskautta esittävä 6-näytöksinen lukudraama. Lohja 1960.

## Sekundärliteratur
- Castrénin perilliset. Helsingin yliopiston suomen ja sen sukukielten professorit 1851–2001. Toimittaneet Toni Suutari ja Merja Salo. Helsinki: Helsingin yliopiston suomen kielen laitos 2001.
- Seppo Suhonen: Andrus Saareste kirjad Lauri Kettusele, in: Kultuurisild üle Soome lahe: Eesti-Soome akadeemilised ja kultuurisuhted 1918–1944. Tartu: Eesti Kirjandusmuuseum 2005, S. 301–321.